# Crocus minimus
Crocus minimus (azafrán enano) es una especie botánica del género Crocus de la familia de las Iridaceae. Sus cultivares son usados como planta ornamentales.Se considera originaria de la región del Mediterráneo en Córcega y Cerdeña.

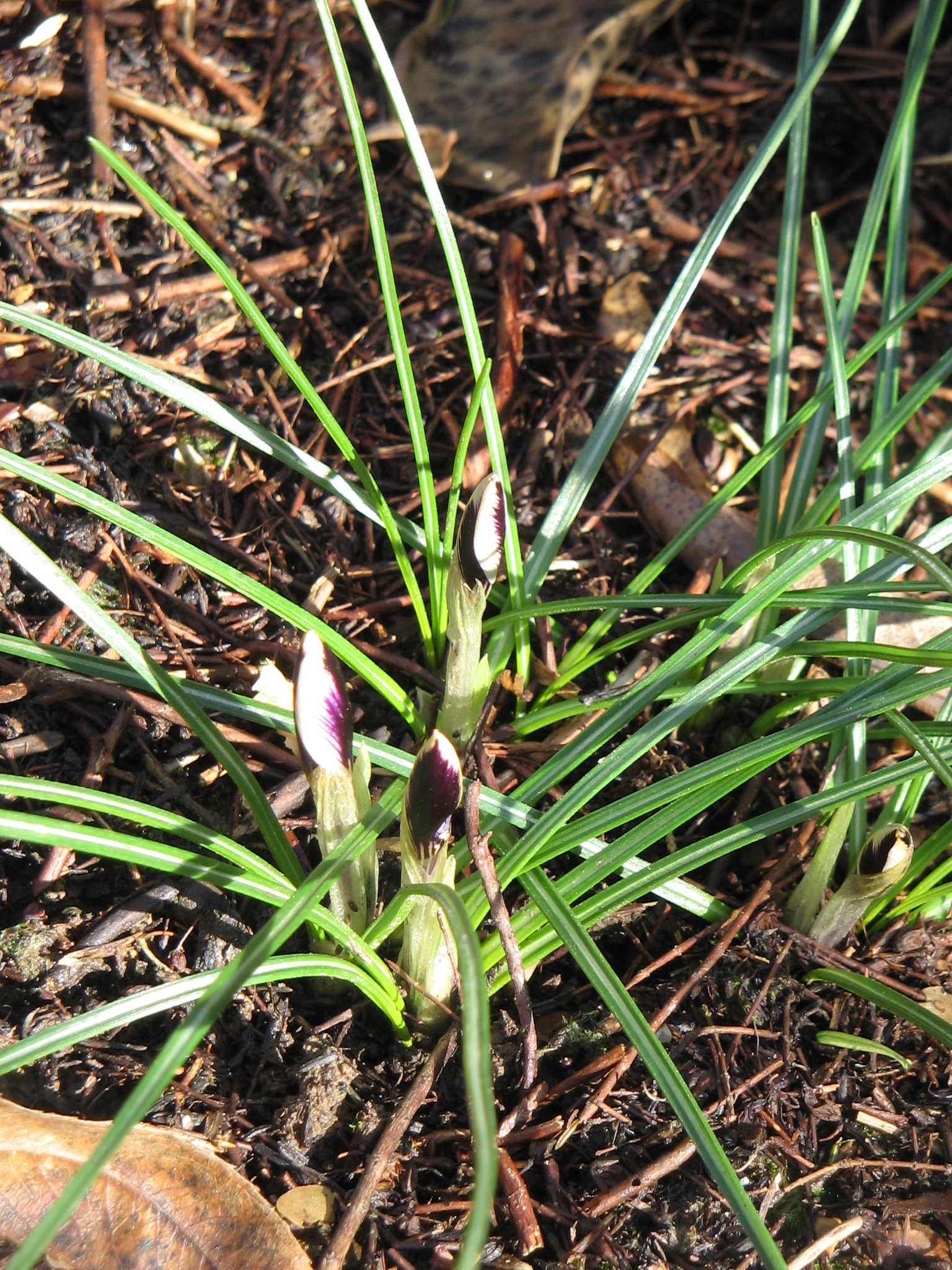
Vista de la planta

## Descripción
Crocus minimus es originaria de la costa oeste de Córcega a altitudes de hasta 700 metros, pero crece a mayor altitud en Cerdeña. Florece de enero a abril en su hábitat nativo.

## Taxonomía
Crocus carpetanus fue descrita por Boiss. & Reut. y publicado en Liliac. 2: t. 81 1804.
Etimología
Crocus: nombre genérico que deriva de la palabra griega:
κρόκος ( krokos ). Esta, a su vez, es probablemente una palabra tomada de una lengua semítica, relacionada con el hebreo כרכום karkom, arameo ܟܟܘܪܟܟܡܡܐ kurkama y árabe كركم kurkum, lo que significa " azafrán "( Crocus sativus ), "azafrán amarillo" o la cúrcuma (ver Curcuma). La palabra en última instancia se remonta al sánscrito kunkumam (कुङ्कुमं) para "azafrán" a menos que sea en sí mismo descendiente de la palabra semita.
minimus: epíteto latíno que significa "el más pequeño".
Sinonimia
- Crocus insularis var. minimus (DC.) Herb., J. Hort. Soc. London 2: 261 (1847).
- Ixia elongata Vahl, Enum. Pl. 2: 51 (1805).
- Trichonema elongatum (Vahl) Ker Gawl., Bot. Mag. 30: t. 1225 (1809).
- Crocus nanus Duby, Bot. Gall.: 168 (1828).
- Crocus insularis J.Gay, Bull. Sci. Nat. Géol. 25: 321 (1831).
- Trichonema bulbocodium var. elongatum (Vahl) Steud., Nomencl. Bot., ed. 2, 2: 702 (1841).
- Crocus insularis var. geminiflorus Herb., J. Hort. Soc. London 2: 261 (1847).
- Crocus insularis var. medius Herb., J. Hort. Soc. London 2: 261 (1847).
- Romulea elongata (Vahl) Baker, J. Linn. Soc., Bot. 16: 87 (1877).
- Bulbocodium elongatum (Vahl) Kuntze, Revis. Gen. Pl. 2: 700 (1891).[6][7]